# Lupin III.: Part 2
Lupin III.: Part 2, ursprünglich unter dem Titel Lupin III (jap. ルパン三世, Rupan Sansei) ausgestrahlt und zwischenzeitlich auch als New Lupin III (jap. 新 ルパン三世, Shin Rupan Sansei) vermarktet, ist die zweite japanische 155 Episoden umfassende Animeadaption der gleichnamigen Manga-Serie von Monkey Punch.

## Handlung
Arsène Lupin III., Enkel des Meisterdiebes Arsène Lupin, Daisuke Jigen, ein Meisterschütze, Geomon Ishikawa XIII, ein anachronistischer Schwertkämpfer und Fujiko Mine, eine Femme fatale, haben es immer wieder auf die berühmt-berüchtigsten Wertgegenstände der Welt abgesehen. Auf den Fersen ist ihnen immer Kommissar Zenigata von Interpol, welcher es sich zur Lebensaufgabe gemacht hat, Lupin und seine Kameraden aufzuhalten und hinter Gitter zu bringen.

## Produktion
Aufgrund der steigenden Beliebtheit der ersten Lupin-III-Serie durch Wiederholungen in den 1970er Jahren plante Tokyo Movie Shinsha eine Fortsetzung der Serie und als TV-Partner sollte dieses Mal Nippon TV fungieren. Anders als bei der ersten Serie entschied man sich für einen leichteren Ton, um ein größeres Publikum anzusprechen, und entfernte sich damit stark von der Mangavorlage von Monkey Punch. So wurden Lupins Überfälle und Raubzüge komödiantischer und größer inszeniert und es wurde sehr viel Wert auf übertriebenere Animationsqualität gelegt. Weiters baute man vermehrt Referenzen an die Popkultur der späten 1970er ein.

Für die Produktion der Serie konnte man viele bekannte Regisseure, Autoren und Animatoren gewinnen wie u. a. Hideo Nishimaki (Hallo! Kurt), Hideo Takayashiki (Ein Supertrio), Shigetsugu Yoshida (Mila Superstar), Kazunori Tanahashi (Super Kickers 2006 – Captain Tsubasa), Kyōsuke Mikuriya (Georgie), Noboru Ishiguro (Captain Future)  und Hayao Miyazaki unter dem Pseudonym Tsutomu Teruki. Elemente aus den beiden von Miyazaki produzierten Folgen sollte er später in seinen Filmen Nausicaä, Das Schloss im Himmel und Porco Rosso wiederverwenden.

Folge 99 荒野に散ったコンバット·マグナム (Kooya ni Chitta Combat Magnum), zu Deutsch etwa Die in der Wildnis verstreute Magnum, sollte die erste Anime-Serien-Produktion sein, die in Stereo gesendet werden würde. Weiters gab es in Folge 101 ベルサイユは愛に燃えた (Versailles wa Ai ni Moeta), zu Deutsch etwa Versailles brannte vor Liebe, ein offizielles Crossover mit der Anime-Serie Lady Oscar, welche zur selben Zeit bei Tokyo Movie Shinsha in Produktion war.

## Besetzung
Yasuo Yamada, Kiyoshi Kobayashi und Gorō Naya kehren in ihren Rollen aus der Vorgängerserie zurück, während Geomon mit Makio Inoue einen neuen japanischen Synchronsprecher erhält. Weiters kehrt Eiko Mauyama in der Rolle der Fujiko, welche sie zuvor im Lupin III. Pilot Film innehatte, zurück.
| Rolle                | Japanischer Sprecher |
| -------------------- | -------------------- |
| Arsène Lupin III     | Yasuo Yamada         |
| Daisuke Jigen        | Kiyoshi Kobayashi    |
| Fujiko Mine          | Eiko Masuyama        |
| Goemon Ishikawa XIII | Makio Inoue          |
| Kommissar Zenigata   | Gorō Naya            |

## Musik
Die Musik der Serie komponierte Yūji Ōno. Seine Werke sollten in Zukunft in mehreren Lupin-III.-Produktionen immer wieder referenziert werden.

### Vorspann
| Nr. | Titel                                                                      | Episoden |
| --- | -------------------------------------------------------------------------- | -------- |
| 1   | ルパン三世のテーマ (Rupan Sansei no Teemu)                                 | 1–26     |
| 2   | ルパン三世のテーマ（ヴォーカル版） (Rupan Sansei no Teemu (Vocal Version)) | 27–51    |
| 3   | ルパン三世'79 (Rupan Sansei '79)                                           | 52–103   |
| 4   | ルパン三世'80 (Rupan Sansei '80)                                           | 104–155  |

### Abspann
| Nr. | Titel                                                                           | Episoden |
| --- | ------------------------------------------------------------------------------- | -------- |
| 1   | ルパン三世愛のテーマ (Rupan Sansei Ai no Teemu)                                 | 1–26     |
| 2   | ルパン三世愛のテーマ（ヴォーカル版） (Rupan Sansei Ai no Teemu (Vocal Version)) | 27–51    |
| 3   | ラヴ・スコール (Ravu Sukōru)                                                    | 52–103   |
| 4   | ラヴ・イズ・エヴリシング (Ravu Izu Evurishingu)                                 | 104–155  |

## Filmauskopplungen
Aufgrund der großen Popularität der Serie wurden während ihrer Erstausstrahlung zwei Filme für das japanische Kino produziert:
- 1978 – Lupin Sansei: Lupin vs Fukusei Ningen unter der Regie von Sōji Yoshikawa
- 1979 – Das Schloss des Cagliostro unter der Regie von Hayao Miyazaki